# اوونزویل (میزوری)
اوونزویل (به انگلیسی: Owensville) یک شهر در ایالات متحده آمریکا است که در شهرستان گاسکوناد، میزوری واقع شده‌است. اوونزویل ۶٫۸۴ کیلومتر مربع مساحت و ۲٬۶۷۶ نفر جمعیت دارد و ۲۸۹ متر بالاتر از سطح دریا واقع شده‌است.